# Quốc gia thành viên Tổ chức Lao động Quốc tế

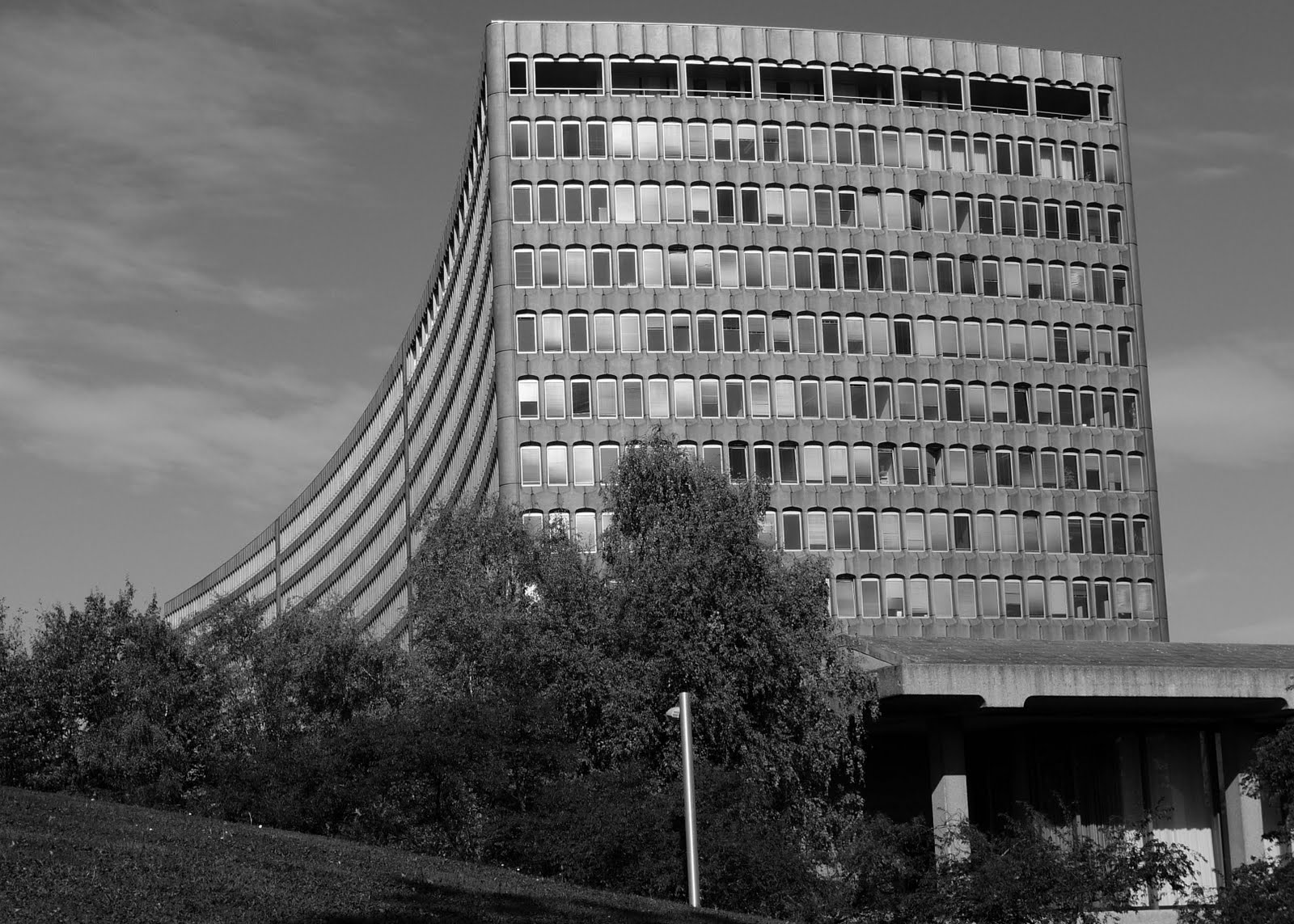
Trụ sở Tổ chức Lao động Quốc tế, Genève, Thụy Sỹ.

Tổ chức Lao động Quốc tế (tiếng Anh: International Labour Organization - ILO) là cơ quan chuyên môn ba bên của Liên Hợp Quốc (LHQ) đặt ra các tiêu chuẩn quốc tế liên quan đến lao động. Tính đến  tháng 8 năm 2022, ILO có 187 quốc gia thành viên. Được thành lập năm 1919 theo Hiệp ước Versailles, ILO là cơ quan đầu tiên được sáp nhập vào LHQ năm 1946, là cơ quan lâu đời thứ ba của LHQ trước cả khi thành lập, tổ chức đa phương lâu đời thứ tư và là tổ chức duy nhất còn lại liên hệ trực tiếp với Hội Quốc Liên.
Khởi đầu có 42 quốc gia thành viên, 29 trong số này được coi là thành viên sáng lập tham gia ký kết Hiệp ước Versailles, 13 quốc gia kia được mời tham gia và cũng được ghi nhận tư cách sáng lập.
Sau Chiến tranh thế giới thứ hai và Hội Quốc Liên giải thể, ILO trở thành cơ quan chuyên trách đầu tiên của LHQ. Tất cả các quốc gia thành viên ILO cũng là thành viên LHQ. Tuy vậy, vẫn còn 7 quốc gia thành viên LHQ không tham gia ILO. Hiến chương ILO cho phép những nước không phải thành viên LHQ được gia nhập nhưng phải đáp ứng điều kiện phức tạp hơn so với một thành viên LHQ.
Từ khi thành lập, 19 thành viên đã rút khỏi ILO, sau đó đều tái gia nhập. Có 2 quốc gia có ý định nhưng lại không hoàn tất quá trình thủ tục rút khỏi. Dù quy tắc thành viên chỉ thừa nhận các quốc gia có chủ quyền, có 3 trường hợp ngoại lệ vẫn được thừa nhận, sau đó cả 3 đều có chủ quyền. Năm quốc gia bị xóa tư cách thành viên, rồi cũng được kết nạp lại. Có 6 quốc gia từng là thành viên ILO nay không còn tồn tại, trong đó có 2 thành viên sáng lập.

## Quốc gia thành viên
Hiến chương quy định tư cách thành viên trong Điều 1, khoản 3 và 4. Khoản 3 chỉ ra rằng bất kỳ quốc gia thành viên LHQ nào cũng có thể trở thành thành viên ILO "bằng cách thông tin tới Tổng Giám đốc của Tổ chức Lao động Quốc tế về việc chính thức chấp thuận các nghĩa vụ trong Hiến chương của Tổ chức Lao động Quốc tế." Khoản 4 cho phép bỏ phiếu để chấp nhận thành viên mới "với số phiếu tán thành chiếm hai phần ba tổng số đại biểu tham dự phiên bỏ phiếu, trong đó có hai phần ba đại biểu thuộc Chính phủ có mặt và bỏ phiếu."
| Quốc kỳ                                 | Quốc gia                    | Ngày gia nhập        | Thông tin |
| --------------------------------------- | --------------------------- | -------------------- | --- |
| Ả Rập Xê Út                             | Ả Rập Xê Út                 | 12 tháng 1 năm 1976  | |
| Afghanistan                             | Afghanistan                 | 29 tháng 9 năm 1934  | |
| Ai Cập                                  | Ai Cập                      | 19 tháng 6 năm 1936  | Tham gia nhưng không phải là thành viên Hội Quốc Liên. |
| Albania                                 | Albania                     | 22 tháng 5 năm 1991  | Từng là thành viên từ 1920 tới 1967, tái gia nhập năm 1991. Xem thêm: Thành viên rút khỏi |
| Algérie                                 | Algeria                     | 19 tháng 10 năm 1962 | |
| Angola                                  | Angola                      | 4 tháng 6 năm 1976   | |
| Vương quốc Liên hiệp Anh và Bắc Ireland | Anh +                       | 28 tháng 6 năm 1919  | |
| Antigua và Barbuda                      | Antigua và Barbuda          | 16 tháng 2 năm 1982  | |
| Áo                                      | Áo                          | 24 tháng 6 năm 1947  | Từng là thành viên từ 1919 tới 1938, tái gia nhập 1947. Xem thêm: Xóa thành viên. |
| Argentina                               | Argentina *                 | 28 tháng 6 năm 1919  | |
| Armenia                                 | Armenia                     | 26 tháng 11 năm 1992 | Từng tham gia với tư cách nước cộng hòa thuộc Liên Xô |
| Azerbaijan                              | Azerbaijan                  | 19 tháng 5 năm 1992  | Từng tham gia với tư cách nước cộng hòa thuộc Liên Xô |
| Ấn Độ                                   | Ấn Độ +                     | 28 tháng 6 năm 1919  | |
| Ba Lan                                  | Ba Lan +                    | 28 tháng 6 năm 1919  | Thông báo ý định rút khỏi vào ngày 17 tháng 11 năm 1984, kéo dài ý định vào tháng 11 năm 1986 nhưng không rút khỏi, và từ bỏ ý định rút khỏi vào ngày 17 tháng 11 năm 1987. Xem thêm: Thành viên rút khỏi không hoàn toàn. |
| Bahamas                                 | Bahamas                     | 25 tháng 5 năm 1976  | |
| Bahrain                                 | Bahrain                     | 18 tháng 4 năm 1977  | |
| Bangladesh                              | Bangladesh                  | 22 tháng 6 năm 1972  | |
| Barbados                                | Barbados                    | 8 tháng 5 năm 1967   | |
| Bắc Macedonia                           | Bắc Macedonia               | 28 tháng 5 năm 1993  | Từng tham gia khi thuộc Nam Tư |
| Belarus                                 | Belarus                     | 12 tháng 5 năm 1954  | Gia nhập khi còn là Cộng hòa Xã hội chủ nghĩa Xô viết Byelorussia. Xem thêm: Cựu quốc gia thành viên không có chủ quyền. |
| Belize                                  | Belize                      | 7 tháng 11 năm 1981  | |
| Bénin                                   | Bénin                       | 14 tháng 12 năm 1960 | |
| Bỉ                                      | Bỉ +                        | 28 tháng 6 năm 1919  | |
| Bolivia                                 | Bolivia +                   | 28 tháng 6 năm 1919  | |
| Bosna và Hercegovina                    | Bosna và Hercegovina        | 2 tháng 6 năm 1993   | Từng tham gia khi thuộc Nam Tư |
| Botswana                                | Botswana                    | 27 tháng 2 năm 1978  | |
| Bồ Đào Nha                              | Bồ Đào Nha +                | 28 tháng 6 năm 1919  | |
| Bờ Biển Ngà                             | Bờ Biển Ngà                 | 21 tháng 9 năm 1960  | |
| Brasil                                  | Brazil +                    | 28 tháng 6 năm 1919  | |
| Brunei                                  | Brunei                      | 17 tháng 1 năm 2007  | |
| Bulgaria                                | Bulgaria                    | 16 tháng 12 năm 1920 | |
| Burkina Faso                            | Burkina Faso                | 21 tháng 11 năm 1960 | |
| Burundi                                 | Burundi                     | 13 tháng 3 năm 1963  | |
| Cabo Verde                              | Cabo Verde                  | 3 tháng 4 năm 1979   | |
| Campuchia                               | Campuchia                   | 24 tháng 2 năm 1969  | |
| Cameroon                                | Cameroon                    | 7 tháng 6 năm 1960   | |
| Canada                                  | Canada +                    | 28 tháng 6 năm 1919  | |
| Chile                                   | Chile *                     | 28 tháng 6 năm 1919  | |
| Colombia                                | Colombia *                  | 28 tháng 6 năm 1919  | |
| Comoros                                 | Comoros                     | 23 tháng 10 năm 1978 | |
| Cộng hòa Congo                          | Cộng hòa Congo              | 10 tháng 11 năm 1960 | |
| Cộng hòa Dân chủ Congo                  | Cộng hòa Dân chủ Congo      | 20 tháng 9 năm 1960  | |
| Quần đảo Cook                           | Quần đảo Cook               | 12 tháng 6 năm 2015  | |
| Costa Rica                              | Costa Rica                  | 21 tháng 2 năm 1944  | Từng là thành viên từ 1920 tới 1927, tái gia nhập năm 1944. Xem thêm: Thành viên rút khỏi |
| Croatia                                 | Croatia                     | 30 tháng 6 năm 1992  | Từng tham gia khi thuộc Nam Tư |
| Cuba                                    | Cuba +                      | 28 tháng 6 năm 1919  | |
| Djibouti                                | Djibouti                    | 3 tháng 4 năm 1978   | |
| Dominica                                | Dominica                    | 17 tháng 6 năm 1982  | |
| Cộng hòa Dominica                       | Cộng hòa Dominica           | 29 tháng 9 năm 1924  | |
| Đan Mạch                                | Đan Mạch *                  | 28 tháng 6 năm 1919  | |
| Đông Timor                              | Đông Timor                  | 19 tháng 8 năm 2003  | |
| Đức                                     | Đức                         | 12 tháng 6 năm 1951  | Từng là thành viên từ 1919 tới 1935, tái gia nhập năm 1951. Xem thêm: Thành viên rút khỏi |
| Ecuador                                 | Ecuador                     | 28 tháng 9 năm 1934  | |
| El Salvador                             | El Salvador *               | 21 tháng 6 năm 1948  | Từng là thành viên từ 1919 tới 1939, tái gia nhập năm 1948. Xem thêm: Thành viên rút khỏi |
| Eritrea                                 | Eritrea                     | 7 tháng 6 năm 1993   | |
| Estonia                                 | Estonia                     | 13 tháng 1 năm 1992  | Là thành viên 1921–1940, thuộc Liên Xô 1954–1991, tái gia nhập năm 1992. Xem thêm: Xóa thành viên. |
| Eswatini                                | Eswatini                    | 20 tháng 5 năm 1975  | |
| Ethiopia                                | Ethiopia                    | 28 tháng 9 năm 1923  | Giữa năm 1939 và 1942, Ethiopia bị xóa khỏi danh sách thành viên do bị Ý thôn tính. Xem thêm: Xóa thành viên. |
| Fiji                                    | Fiji                        | 19 tháng 4 năm 1974  | |
| Gabon                                   | Gabon                       | 14 tháng 10 năm 1960 | |
| Gambia                                  | Gambia                      | 29 tháng 5 năm 1995  | |
| Ghana                                   | Ghana                       | 20 tháng 5 năm 1957  | |
| Grenada                                 | Grenada                     | 9 tháng 7 năm 1979   | |
| Gruzia                                  | Gruzia                      | 22 tháng 6 năm 1993  | Từng tham gia với tư cách nước cộng hòa thuộc Liên Xô |
| Guatemala                               | Guatemala +                 | 19 tháng 10 năm 1945 | Từng là thành viên từ 1919 tới 1938, tái gia nhập năm 1945. Xem thêm: Thành viên rút khỏi |
| Guinée                                  | Guinea                      | 21 tháng 1 năm 1959  | |
| Guiné-Bissau                            | Guiné-Bissau                | 21 tháng 2 năm 1977  | |
| Guinea Xích Đạo                         | Guinea Xích Đạo             | 31 tháng 1 năm 1981  | |
| Guyana                                  | Guyana                      | 8 tháng 6 năm 1966   | |
| Vương quốc Hà Lan                       | Hà Lan *                    | 28 tháng 6 năm 1919  | |
| Haiti                                   | Haiti +                     | 28 tháng 6 năm 1919  | |
| Hàn Quốc                                | Hàn Quốc                    | 9 tháng 12 năm 1991  | |
| Hoa Kỳ                                  | Hoa Kỳ                      | 18 tháng 2 năm 1980  | Gia nhập năm 1934 mà không phải thành viên Hội Quốc Liên, rút khỏi năm 1977, tái gia nhập năm 1980. Xem thêm: Thành viên rút khỏi |
| Honduras                                | Honduras +                  | 1 tháng 1 năm 1955   | Thành viên từ 1919 tới 1938, tái gia nhập năm 1955. Xem thêm: Thành viên rút khỏi |
| Hungary                                 | Hungary                     | 18 tháng 9 năm 1922  | |
| Hy Lạp                                  | Hy Lạp +                    | 28 tháng 6 năm 1919  | |
| Iceland                                 | Iceland                     | 19 tháng 10 năm 1945 | |
| Indonesia                               | Indonesia                   | 12 tháng 5 năm 1950  | Indonesia thông báo về ý định rời khỏi ILO năm 1965, nhưng hủy bỏ ý định này năm 1966. Xem thêm: Thành viên rút khỏi không hoàn toàn. |
| Iran                                    | Iran *                      | 28 tháng 6 năm 1919  | Gia nhập khi là Ba Tư |
| Iraq                                    | Iraq                        | 3 tháng 10 năm 1932  | |
| Cộng hòa Ireland                        | Ireland                     | 10 tháng 9 năm 1923  | |
| Israel                                  | Israel                      | 10 tháng 5 năm 1949  | |
| Jamaica                                 | Jamaica                     | 26 tháng 12 năm 1962 | |
| Jordan                                  | Jordan                      | 26 tháng 1 năm 1956  | |
| Kazakhstan                              | Kazakhstan                  | 31 tháng 5 năm 1993  | Từng tham gia với tư cách nước cộng hòa thuộc Liên Xô |
| Kenya                                   | Kenya                       | 13 tháng 1 năm 1964  | |
| Kiribati                                | Kiribati                    | 3 tháng 2 năm 2000   | |
| Kuwait                                  | Kuwait                      | 13 tháng 6 năm 1961  | |
| Kyrgyzstan                              | Kyrgyzstan                  | 31 tháng 3 năm 1992  | Từng tham gia với tư cách nước cộng hòa thuộc Liên Xô |
| Lào                                     | Lào                         | 23 tháng 1 năm 1964  | Gia nhập khi là Vương quốc Lào |
| Latvia                                  | Latvia                      | 3 tháng 12 năm 1991  | Thành viên Latvia 1921–1940, thuộc Liên Xô 1954–1991, tái gia nhập năm 1991. Xem thêm: Xóa thành viên. |
| Lesotho                                 | Lesotho                     | 2 tháng 6 năm 1980   | Từng là thành viên từ 1966 tới 1971, tái gia nhập năm 1980. Xem thêm: Thành viên rút khỏi |
| Liban                                   | Liban                       | 23 tháng 12 năm 1948 | |
| Liberia                                 | Liberia +                   | 28 tháng 6 năm 1919  | |
| Libya                                   | Libya                       | 11 tháng 6 năm 1952  | |
| Litva                                   | Litva                       | 4 tháng 10 năm 1991  | Thành viên Litva 1921–1940, thuộc Liên Xô 1954–1991, tái gia nhập với tư cách Litva độc lập năm 1991. Xem thêm: Xóa thành viên. |
| Luxembourg                              | Luxembourg                  | 16 tháng 12 năm 1920 | |
| Madagascar                              | Madagascar                  | 1 tháng 11 năm 1960  | |
| Malawi                                  | Malawi                      | 22 tháng 3 năm 1965  | |
| Malaysia                                | Malaysia                    | 11 tháng 11 năm 1957 | |
| Maldives                                | Maldives                    | 15 tháng 5 năm 2009  | |
| Mali                                    | Mali                        | 22 tháng 9 năm 1960  | |
| Malta                                   | Malta                       | 4 tháng 1 năm 1965   | |
| Maroc                                   | Maroc                       | 13 tháng 6 năm 1956  | |
| Quần đảo Marshall                       | Quần đảo Marshall           | 3 tháng 7 năm 2007   | |
| Mauritanie                              | Mauritanie                  | 20 tháng 6 năm 1961  | |
| Mauritius                               | Mauritius                   | 5 tháng 5 năm 1969   | |
| México                                  | México                      | 12 tháng 9 năm 1931  | |
| Moldova                                 | Moldova                     | 8 tháng 6 năm 1992   | Từng tham gia với tư cách nước cộng hòa thuộc Liên Xô |
| Montenegro                              | Montenegro                  | 14 tháng 7 năm 2006  | Từng tham gia khi thuộc Nam Tư |
| Mozambique                              | Mozambique                  | 28 tháng 5 năm 1976  | |
| Mông Cổ                                 | Mông Cổ                     | 24 tháng 5 năm 1968  | |
| Myanmar                                 | Myanmar                     | 18 tháng 5 năm 1948  | |
| Na Uy                                   | Na Uy *                     | 28 tháng 6 năm 1919  | |
| Cộng hòa Nam Phi                        | Nam Phi +                   | 26 tháng 5 năm 1994  | Từng là thành viên từ 1919 tới 1966, tái gia nhập năm 1994. Xem thêm: Thành viên rút khỏi |
| Nam Sudan                               | Nam Sudan                   | 29 tháng 4 năm 2012  | |
| Namibia                                 | Namibia                     | 3 tháng 10 năm 1978  | |
| Nepal                                   | Nepal                       | 30 tháng 8 năm 1966  | |
| New Zealand                             | New Zealand +               | 28 tháng 6 năm 1919  | |
| Nga                                     | Nga                         | 26 tháng 4 năm 1954  | Tư cách thành viên của Liên Xô từ 1934 tới 1940, tái gia nhập năm 1954. Xem thêm: Thành viên rút khỏi Sau khi Liên Xô tan rã, Liên bang Nga được xác nhận kế tục tư cách thành viên. |
| Nhật Bản                                | Nhật Bản                    | 26 tháng 11 năm 1951 | Từng là thành viên từ 1919 tới 1940, tái gia nhập năm 1951. Xem thêm: Thành viên rút khỏi |
| Nicaragua                               | Nicaragua +                 | 9 tháng 4 năm 1957   | Từng là thành viên từ 1919 tới 1938, tái gia nhập năm 1957. Xem thêm: Thành viên rút khỏi |
| Niger                                   | Niger                       | 27 tháng 2 năm 1961  | |
| Nigeria                                 | Nigeria                     | 17 tháng 10 năm 1960 | |
| Oman                                    | Oman                        | 31 tháng 1 năm 1994  | |
| Pakistan                                | Pakistan                    | 31 tháng 10 năm 1947 | |
| Palau                                   | Palau                       | 29 tháng 5 năm 2012  | |
| Panama                                  | Panama +                    | 28 tháng 6 năm 1919  | |
| Papua New Guinea                        | Papua New Guinea            | 1 tháng 5 năm 1976   | |
| Paraguay                                | Paraguay *                  | 5 tháng 9 năm 1956   | Từng là thành viên từ 1919 tới 1937, tái gia nhập năm 1956. Xem thêm: Thành viên rút khỏi |
| Perú                                    | Peru +                      | 28 tháng 6 năm 1919  | |
| Pháp                                    | Pháp +                      | 28 tháng 6 năm 1919  | |
| Phần Lan                                | Phần Lan                    | 16 tháng 12 năm 1920 | |
| Philippines                             | Philippines                 | 15 tháng 6 năm 1948  | |
| Qatar                                   | Qatar                       | 25 tháng 4 năm 1972  | |
| România                                 | România +                   | 11 tháng 5 năm 1956  | Từng là thành viên từ 1919 tới 1942, tái gia nhập năm 1956. Xem thêm: Thành viên rút khỏi |
| Rwanda                                  | Rwanda                      | 18 tháng 9 năm 1962  | |
| Saint Kitts và Nevis                    | Saint Kitts và Nevis        | 19 tháng 5 năm 1996  | |
| Saint Lucia                             | Saint Lucia                 | 9 tháng 4 năm 1980   | |
| Saint Vincent và Grenadines             | Saint Vincent và Grenadines | 31 tháng 5 năm 1995  | |
| Samoa                                   | Samoa                       | 7 tháng 5 năm 2005   | |
| San Marino                              | San Marino                  | 18 tháng 6 năm 1982  | |
| São Tomé và Príncipe                    | São Tomé và Príncipe        | 1 tháng 6 năm 1982   | |
| Cộng hòa Séc                            | Séc                         | 3 tháng 2 năm 1993   | Từng tham gia khi thuộc Tiệp Khắc |
| Sénégal                                 | Senegal                     | 4 tháng 11 năm 1960  | |
| Serbia                                  | Serbia                      | 24 tháng 11 năm 2000 | Từng tham gia khi thuộc Nam Tư (1919-1992), gia nhập năm 2000 khi còn là Cộng hòa Liên bang Nam Tư. |
| Seychelles                              | Seychelles                  | 25 tháng 4 năm 1977  | |
| Sierra Leone                            | Sierra Leone                | 13 tháng 6 năm 1961  | |
| Singapore                               | Singapore                   | 25 tháng 10 năm 1965 | |
| Cộng hòa Síp                            | Síp                         | 23 tháng 9 năm 1960  | |
| Slovakia                                | Slovakia                    | 22 tháng 1 năm 1993  | Từng tham gia khi thuộc Tiệp Khắc |
| Slovenia                                | Slovenia                    | 29 tháng 5 năm 1992  | Từng tham gia khi thuộc Nam Tư |
| Quần đảo Solomon                        | Quần đảo Solomon            | 28 tháng 5 năm 1984  | |
| Somalia                                 | Somalia                     | 18 tháng 11 năm 1960 | |
| Sri Lanka                               | Sri Lanka                   | 28 tháng 6 năm 1948  | |
| Sudan                                   | Sudan                       | 12 tháng 6 năm 1956  | Sudan là thành viên ILO trước khi có tư cách thành viên Liên Hợp Quốc (12 tháng 11 năm 1956) nhờ vào cuộc bỏ phiếu nhất trí ủng hộ (không có phiếu trắng) tại Hội nghị Lao động Quốc tế năm 1956. |
| Suriname                                | Suriname                    | 24 tháng 2 năm 1976  | |
| Syria                                   | Syria                       | 4 tháng 12 năm 1947  | |
| Tajikistan                              | Tajikistan                  | 26 tháng 11 năm 1993 | Từng tham gia với tư cách nước cộng hòa thuộc Liên Xô |
| Tanzania                                | Tanzania                    | 30 tháng 1 năm 1962  | |
| Tây Ban Nha                             | Tây Ban Nha *               | 28 tháng 5 năm 1956  | Từng là thành viên từ 1919 tới 1941, tái gia nhập năm 1956. Xem thêm: Thành viên rút khỏi |
| Tchad                                   | Tchad                       | 10 tháng 11 năm 1960 | |
| Thái Lan                                | Thái Lan +                  | 28 tháng 6 năm 1919  | Gia nhập khi là Xiêm |
| Thổ Nhĩ Kỳ                              | Thổ Nhĩ Kỳ                  | 18 tháng 7 năm 1932  | |
| Thụy Điển                               | Thụy Điển *                 | 28 tháng 6 năm 1919  | |
| Thụy Sĩ                                 | Thụy Sĩ *                   | 28 tháng 6 năm 1919  | |
| Togo                                    | Togo                        | 7 tháng 6 năm 1960   | |
| Tonga                                   | Tonga                       | 24 tháng 2 năm 2016  | |
| Trinidad và Tobago                      | Trinidad và Tobago          | 24 tháng 5 năm 1963  | |
| Cộng hòa Trung Phi                      | Cộng hòa Trung Phi          | 27 tháng 10 năm 1960 | |
| Trung Quốc                              | Trung Quốc +                | 28 tháng 6 năm 1919  | Tham gia ban đầu là Trung Hoa Dân Quốc. Từ năm 1949 đến năm 1971, tư cách thành viên của Trung Quốc thuộc về Trung Hoa Dân Quốc (Đài Loan). Sau nghị quyết tại cuộc họp lần thứ 184 của Hội đồng quản trị ILO năm 1971, Cộng hòa Nhân dân Trung Hoa được công nhận là chính phủ đại diện cho Trung Quốc làm thành viên. Tuy nhiên, mãi đến tháng 6 năm 1983, CHND Trung Hoa mới đồng ý tham dự các hoạt động ILO khi Hội nghị Lao động Quốc tế chấp thuận xóa khoản phí chưa thanh toán là 38 triệu đô la Mỹ (tương đương 80.808.023 triệu đô la Mỹ năm 2022). |
| Tunisia                                 | Tunisia                     | 12 tháng 6 năm 1956  | |
| Turkmenistan                            | Turkmenistan                | 24 tháng 9 năm 1993  | Từng tham gia với tư cách nước cộng hòa thuộc Liên Xô |
| Tuvalu                                  | Tuvalu                      | 27 tháng 5 năm 2008  | |
| Các Tiểu vương quốc Ả Rập Thống nhất    | UAE                         | 25 tháng 4 năm 1972  | |
| Úc                                      | Úc +                        | 28 tháng 6 năm 1919  | |
| Uganda                                  | Uganda                      | 25 tháng 3 năm 1963  | |
| Ukraina                                 | Ukraina                     | 12 tháng 5 năm 1954  | Tham gia khi là Cộng hòa Xã hội chủ nghĩa Xô viết Ukraina. Xem thêm: Cựu quốc gia thành viên không có chủ quyền. |
| Uruguay                                 | Uruguay +                   | 28 tháng 6 năm 1919  | |
| Uzbekistan                              | Uzbekistan                  | 13 tháng 7 năm 1992  | Từng tham gia với tư cách nước cộng hòa thuộc Liên Xô |
| Vanuatu                                 | Vanuatu                     | 22 tháng 5 năm 2003  | |
| Venezuela                               | Venezuela *                 | 16 tháng 3 năm 1958  | Từng là thành viên từ 1919 tới 1957, tái gia nhập năm 1958. Xem thêm: Thành viên rút khỏi |
| Việt Nam                                | Việt Nam                    | 20 tháng 5 năm 1992  | Tư cách thành viên của Việt Nam Cộng hòa từ 1950 tới 1976. Sau khi hợp nhất vào Cộng hòa Xã hội chủ nghĩa Việt Nam tháng 7 năm 1976, quốc gia này không còn là thành viên nữa. Tái gia nhập năm 1980, rút khỏi năm 1985 và gia nhập lại năm 1992. Xem thêm: Thành viên rút khỏi |
| Ý                                       | Ý +                         | 19 tháng 10 năm 1945 | Từng là thành viên từ 1919 tới 1940, tái gia nhập năm 1945. Xem thêm: Thành viên rút khỏi |
| Yemen                                   | Yemen                       | 20 tháng 5 năm 1965  | |
| Zambia                                  | Zambia                      | 2 tháng 12 năm 1964  | |
| Zimbabwe                                | Zimbabwe                    | 6 tháng 6 năm 1980   | |

Dấu "+" và nền xanh biểu thị thành viên sáng lập; dấu "*" và nền kaki biểu thị các quốc gia được mời làm thành viên sáng lập.

## Thành viên rút khỏi

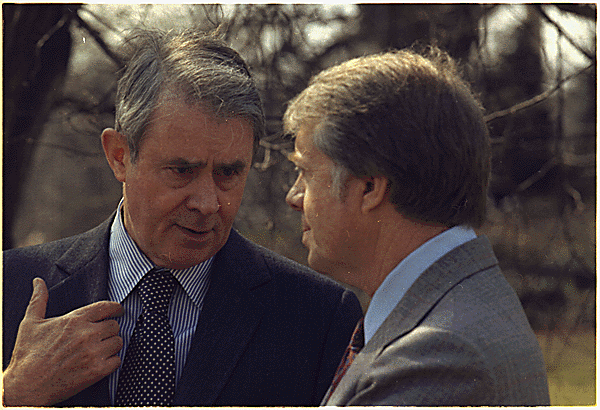
Tổng thống Jimmy Carter (phải) khẳng định việc Hoa Kỳ rút khỏi ILO vào ngày 1 tháng 11 năm 1977, bất chấp khuyến nghị trì hoãn một năm của Ngoại trưởng Cyrus Vance (trái) và Cố vấn An ninh Quốc gia Zbigniew Brzezinski.

Theo Hiến chương ILO, một quốc gia thành viên chỉ có thể rút khỏi sau khi thông báo trước hai năm và giải quyết tất cả các khoản phí tài chính tồn đọng. Sau khi hoàn tất, quốc gia cựu thành viên vẫn có nghĩa vụ tuân thủ các công ước ILO mà mình phê chuẩn trước đó.
Nếu cựu thành viên ILO hiện vẫn là thành viên LHQ mà muốn tái gia nhập thì cần phải thông báo chính thức với Tổng Giám đốc ILO về việc chấp thuận các nghĩa vụ trong Hiến chương ILO. Một thành viên cũ không phải là thành viên LHQ chỉ có thể được chấp thuận tái gia nhập theo quyết định của Hội nghị Lao động Quốc tế.
Kể từ năm 1927, 19 quốc gia thành viên đã ra khỏi ILO, tất cả sau đó đều tái gia nhập.
| Quốc kỳ                                    | Quốc gia    | Ngày rút khỏi        | Ngày tái gia nhập    | Thông tin |
| ------------------------------------------ | ----------- | -------------------- | -------------------- | --- |
| Albania                                    | Albania     | 5 tháng 8 năm 1967   | 22 tháng 5 năm 1991  | Năm 1965, Albania thông báo rút khỏi ILO, cho rằng tổ chức này thiếu hỗ trợ các phong trào giải phóng chống thực dân và loại trừ những nước cộng sản. Sau khi Chiến tranh Lạnh kết thúc, Albania được tái gia nhập. |
| Costa Rica                                 | Costa Rica  | 1 tháng 1 năm 1927   | 21 tháng 4 năm 1944  | Tháng 12 năm 1924, Costa Rica ra thông báo rút khỏi Hội Quốc Liên do bị đối xử tệ khi đóng góp thành viên quá hạn cũng như không hài lòng vì tổ chức thiếu không có hành động chống lại Hoa Kỳ theo đuổi Học thuyết Monroe. Rút khỏi Hội Quốc Liên dẫn đến Costa Rica cũng rút khỏi ILO. Từ năm 1942, Costa Rica kết nối lại để rồi tái gia nhập năm 1944. |
| Đức                                        | Đức         | 21 tháng 10 năm 1935 | 12 tháng 6 năm 1951  | Việc thông qua Đạo luật Cho quyền năm 1933 giúp Đảng Quốc xã kiểm soát hoàn toàn nước Đức, kéo theo đàn áp đối thủ chính trị, bao gồm cả công đoàn, tài sản bị tịch thu còn thành viên phải chuyển qua Mặt trận Lao động Đức (Deutsche Arbeitsfront - DAF) do Quốc xã điều khiển. Hội nghị Lao động Quốc tế 1933 từ chối nhìn nhận DAF là tổ chức hợp pháp (độc lập) của người lao động, cùng với các chỉ trích chính quyền Quốc xã đàn áp công đoàn và bài Do Thái. Sau hội nghị, Đức thông báo ý định rút khỏi ILO, có hiệu lực vào năm 1935. Sau Chiến tranh thế giới thứ hai, Cộng hòa Liên bang Đức (Tây Đức) gia nhập năm 1951. Cộng hòa Dân chủ Đức (Đông Đức) gia nhập với tư cách nhà nước riêng từ ngày 1 tháng 1 năm 1974. |
| El Salvador                                | El Salvador | 1939                 | 21 tháng 6 năm 1948  | Năm 1937, chính quyền El Salvador ra thông báo rút khỏi Hội Quốc Liên và ILO. Nguyên nhân chính thức đưa ra liên quan đến ưu tiên tài chính nhưng cũng do El Salvador không tham gia tích cực tại Genève. Hơn nữa, từ giữa thập niên 1930, El Salvador tập trung nhiều hơn vào các vấn đề lục địa (Liên Mỹ) và Hội Quốc Liên thất bại không thể xử lý Khủng hoảng Abyssinia đưa đến hậu quả ảnh hưởng đến quyết định này. Sau Chiến tranh thế giới thứ hai, El Salvador nối lại quan hệ với ILO và tái gia nhập tháng 6 năm 1948. |
| Guatemala                                  | Guatemala   | 26 tháng 5 năm 1938  | 19 tháng 10 năm 1945 | Trong thập niên 1930, khi gia tăng tập trung vào các vấn đề lục địa (như Liên Mỹ) không phù hợp với Hội Quốc Liên, chính quyền Guatemala thông báo rút khỏi Hội và ILO và tháng 5 năm 1936. Sau Chiến tranh thế giới thứ hai, ngày 14 tháng 9 năm 1945, ngoại trưởng Guillermo Toriello đề nghị tái gia nhập ILO và chính thức đạt được ngay tháng sau đó. |
| Hoa Kỳ                                     | Hoa Kỳ      | 6 tháng 11 năm 1977  | 18 tháng 2 năm 1980  | Dù giới chủ và công đoàn Mỹ đã bất mãn ra mặt với ILO từ lâu về việc Liên Xô gia nhập năm 1954, việc rút khỏi của chính quyền Hoa Kỳ được châm ngòi từ ba vấn đề trong thập niên 1970: vai trò của Liên Xô, chính sách đối với Israel/Palestine và quy trình tổ chức. Tháng 7 năm 1970, nhà ngoại giao Liên Xô Pavel Astapenko được bổ nhiệm làm Trợ lý Tổng Giám đốc ILO khiến Hoa Kỳ không trả một phần khoản phí thành viên, Chủ tịch AFL-CIO George Meany cho rằng ILO đã bị Liên Xô gây ảnh hưởng quá mức, đã vận động hành lang Quốc hội cho vấn đề này. Hội nghị Lao động Quốc tế 1974 thông qua nghị quyết lên án "chính quyền Israel" "phân biệt đối xử, phân biệt chủng tộc và vi phạm quyền và tự do công đoàn" tại Palestine, dù ILO chưa hề tiến hành điều tra vấn đề này trước đó. Đại diện Hoa Kỳ phản đối mạnh mẽ. Đến Hội nghị năm 1975, sau khi Tổ chức Giải phóng Palestine (Palestine Liberation Organization - PLO) được trao quyền quan sát viên, đại diện giới chủ, chính quyền và công đoàn Hoa Kỳ tẩy chay các phiên còn lại của Hội nghị. Kết hợp các vấn đề với nhau, chính phủ Hoa Kỳ thông báo rút khỏi vào tháng 11 năm 1975. Ngoại trưởng Henry Kissinger nêu rõ Hoa Kỳ sẽ không tiếp tục quy trình rút khỏi nếu các vấn đề Hoa Kỳ quan tâm được cải thiện. Tuy nhiên, trong 2 năm sau đó, những quyết định tại ILO đi ngược lại mong muốn của Hoa Kỳ. Đặc biệt, do thiếu đại biểu, quyết định tại Hội nghị năm 1977 đã không thông qua khuyến nghị của Ủy ban Chuyên gia (chi tiết về việc không tuân thủ tiêu chuẩn ILO tại Argentina, Bolivia, Tchad, Chile, Tiệp Khắc, Ethiopia, Liberia và Liên Xô). Tháng 11 năm 1977, tổng thống Jimmy Carter xác nhận quyết định của chính quyền Ford là rút khỏi ILO, bất chấp lời khuyên của Ngoại trưởng Cyrus Vance và Cố vấn An ninh Quốc gia Zbigniew Brzezinski trì hoãn việc rút khỏi trong một năm, và sự phản đối từ 9 quốc gia Tây Âu, Nhật Bản và Giáo hoàng. Ngay những năm sau khi Hoa Kỳ rút khỏi, thủ tục ILO đã thay đổi, bao gồm việc bỏ phiếu kín, yêu cầu quy trình điểu tra trước khi thông qua nghị quyết và tiến hành điều tra các vi phạm quyền công đoàn tại Liên Xô và Ba Lan. Từ đó Hoa Kỳ đã đánh giá lại và tổng thống Carter xác nhận tư cách thành viên ILO ngày 18 tháng 2 năm 1980. |
| Honduras                                   | Honduras    | 10 tháng 7 năm 1938  | 1 tháng 1 năm 1955   | Gần với lập trường Guatemala tiếp cận các vấn đề Liên Mỹ, Honduras thông báo rút khỏi Hội Quốc Liên tháng 7 năm 1936 và không cho thấy ý định ở lại ILO. Honduras tái gia nhập tháng 1 năm 1955. |
| Lesotho                                    | Lesotho     | 15 tháng 7 năm 1971  | 2 tháng 6 năm 1980   | Từ năm 1971 tới 1980, Lesotho rút khỏi ILO vì không đáp ứng được nghĩa vụ tài chính thành viên. |
| Liên Xô                                    | Liên Xô     | tháng 2 năm 1940     | 26 tháng 4 năm 1954  | Liên Xô bị trục xuất khỏi Hội Quốc Liên tháng 12 năm 1939 sau khi phát động Chiến tranh mùa đông. Tuy nhiên tư cách thành viên ILO không tự động mất đi, phải đến cuộc họp Hội đồng Quản trị tháng 2 năm sau đó thì tư cách thành viên của Liên Xô mới bị hủy bỏ. Tuy việc Stalin qua đời đóng vai trò trực tiếp định hướng lại chính sách Xô Viết, nhưng chính vì không thể tác động lên các vấn đề LHQ cũng như mong muốn liên hệ rộng hơn với thế giới phi cộng sản mới khiến Liên Xô có được tư cách thành viên ILO vào tháng 4 năm 1954. |
| Cộng hòa Nam Phi                           | Nam Phi     | 11 tháng 3 năm 1966  | 26 tháng 5 năm 1994  | Tháng 3 năm 1964, ngoại trưởng Nam Phi thông báo rút khỏi ILO. Từ cuối thập niên 1950, chính sách phân biệt chủng tộc Apartheid bị lên án thường xuyên. Thay vì bị bỏ phiếu trục xuất, Nam Phi chọn tự rút khỏi. Sau khi Apartheid kết thúc và các cuộc bầu cử đa chủng tộc được tiến hành, Nam Phi gia nhập ILO năm 1994. |
| Cộng hòa Liên bang Xã hội chủ nghĩa Nam Tư | Nam Tư      | 16 tháng 6 năm 1949  | 16 tháng 5 năm 1951  | In 1947, khi bắt đầu Chiến tranh Lạnh, Nam Tư thông báo rút khỏi, viện dẫn sự không tương thích giữa cấu trúc ILO với sự phát phiển chủ nghĩa xã hội đang diễn ra ở nước này. Nam Tư chính thức rút khỏi năm 1949 nhưng tái gia nhập năm 1951. |
| Nhật Bản                                   | Nhật Bản    | tháng 11 năm 1940    | 26 tháng 11 năm 1951 | Sau Sự kiện Phụng Thiên, Nhật Bản chịu nhiều chỉ trích và luận tội tại Hội Quốc Liên, cuối cùng dẫn đến việc nước này rút khỏi Hội năm 1933. Dù vẫn là thành viên ILO nhưng mâu thuẫn giữa chính sách chính phủ, thái độ tích cực của giới chủ thay đổi cũng như mối quan hệ quốc tế trên bình diện rộng trở nên xấu đi, Nhật Bản thông báo rút khỏi vào tháng 11 năm 1938. Sau Chiến tranh thế giới thứ hai, tháng 3 năm 1948, ở Nhật thành lập Ủy ban ILO và cho đến năm 1951 thì tái gia nhập. |
| Nicaragua                                  | Nicaragua   | 26 tháng 6 năm 1938  | 9 tháng 4 năm 1957   | Gần với lập trường Guatemala tiếp cận các vấn đề Liên Mỹ, Nicaragua thông báo rút khỏi Hội Quốc Liên vào tháng 6 năm 1936 và xác nhận rút khỏi ILO tháng 6 năm 1938. Nicaragua tái gia nhập tháng 4 năm 1957. |
| Paraguay                                   | Paraguay    | 23 tháng 2 năm 1937  | 5 tháng 9 năm 1956   | Không hài lòng về những quyết định của Hội Quốc Liên liên quan tới Chiến tranh Chaco, Paraguay thông báo rút khỏi Hội và ILO vào tháng 2 năm 1935. Paraguay tái gia nhập tháng 9 năm 1956. |
| România                                    | România     | 10 tháng 7 năm 1942  | 11 tháng 5 năm 1956  | România thông báo rút khỏi Hội Quốc Liên tháng 7 năm 1940 và không bày tỏ ý định ở lại ILO. România tái gia nhập tháng 5 năm 1956. |
| Tây Ban Nha                                | Tây Ban Nha | 8 tháng 5 năm 1941   | 28 tháng 5 năm 1956  | Tây Ban Nha thông báo rút khỏi Hội Quốc Liên tháng 5 năm 1939 và không bày tỏ ý định ở lại ILO. Tây Ban Nha tái gia nhập tháng 5 năm 1956. |
| Venezuela                                  | Venezuela   | 3 tháng 5 năm 1957   | 15 tháng 3 năm 1958  | Tháng 4 năm 1955, chính quyền Venezuela trục xuất một đại biểu công nhân Hà Lan của Cơ quan Quản trị ILO khi người này dám chỉ trích quyền tự do hiệp hội ở nước này trong một cuộc họp của Ủy ban Dầu khí ILO tại Caracas. Các quan chức Cơ quan Quản trị liền hoãn cuộc họp lại, chính quyền Venezuela phản đối ngay lập tức và ít lâu sau tuyên bố ý định rút khỏi ILO. Ngày 15 tháng 3 năm 1958, Venezuela chính thức chập thuận nghĩa vụ thành viên và được tái gia nhập. |
| Việt Nam                                   | Việt Nam    | 1 tháng 6 năm 1985   | 20 tháng 5 năm 1992  | Tháng 6 năm 1983, Việt Nam thông báo ý định rút khỏi tạm thời. Nguyên nhân bao gồm việc không thể trả được chi phí thành viên do giới hạn tài chính nghiêm trọng, không được hỗ trợ kỹ thuật và bất mãn với vụ ILO điều tra các cáo buộc công nhân Việt Nam bị lao động cưỡng bức tại Liên Xô. Việt Nam chính thức rút khỏi năm 1985 và tái gia nhập năm 1992. |
| Ý                                          | Ý           | tháng 12 năm 1939    | 19 tháng 10 năm 1945 | Sau khủng hoảng Abyssinia 1935, Phát xít Ý thôn tính Ethiopia lập nên Đông Phi thuộc Ý, chính quyền Ý càng trở nên không hài lòng với Hội Quốc Liên. Ngày 11 tháng 12 năm 1937, thủ tướng Benito Mussolini đại diện cho quốc gia tuyên bố Ý rút khỏi Hội Quốc Liên. Ngày 16 tháng 12 1937, ILO nhận được thông báo ý định rút khỏi từ ngoại trưởng Galeazzo Ciano. Chế độ phát xít sụp đổ đã nối lại quan hệ với ILO năm 1944, hiệp định tháng 5 năm 1945 chỉ định đại diện ILO tại Roma và Ý tái gia nhập tháng 10 cùng năm. |

## Thành viên rút khỏi không hoàn toàn
Hai quốc gia thành viên đã chính thức thông báo ý định ra khỏi nhưng sau đó thông tin tiếp tục ở lại trước khi bị rút tư cách thành viên.
| Quốc kỳ   | Quốc gia  | Ngày nhận ý định rút khỏi | Ngày hủy ý định rút khỏi | Thông tin |
| --------- | --------- | ------------------------- | ------------------------ | --- |
| Ba Lan    | Ba Lan    | 17 tháng 11 năm 1984      | 17 tháng 11 năm 1987     | Sau khi Ba Lan ra thiết quân luật và đàn áp Công đoàn Đoàn kết (Solidarność) tháng 12 năm 1981, thì đến tháng 5 năm 1983, cơ quan quản trị ILO bỏ phiếu thành lập ủy ban điều tra, hành động cao nhất có thể thực hiện chống lại quốc gia thành viên theo Hiến chương. Ủy ban đệ trình báo cáo lên Cơ quan Quản trị ILO chỉ trích nặng nề việc bắt giữ đoàn viên và không cho công đoàn độc lập. Một ngày sau, Ba Lan thông báo ý định rút khỏi vào ngày 17 tháng 11 năm 1984. Nhưng vào tháng 11 năm 1984, Ba Lan không chính thức rút khỏi mà gia hạn ý định này. Sau đó tình hình chính trị tan băng, Ba Lan hủy ý định rút khỏi vào ngày 17 tháng 11 năm 1987. |
| Indonesia | Indonesia | 25 tháng 3 năm 1965       | 6 tháng 9 năm 1966       | Trong thời đối đầu Borneo (tiếng Mã Lai: Konfrontasi), Indonesia của Sukarno xung đột với Malaysia, Anh và Hoa Kỳ sau khi Malaysia có chân trong Hội đồng Bảo an Liên Hợp Quốc. Tháng 1 năm 1965, Indonesia tuyên bố rút khỏi Liên Hợp Quốc. Tháng 3 năm ấy, chính phủ thông tin về ý định rút khỏi ILO, dự trù có hiệu lực vào ngày 25 tháng 3 năm 1967. Nhưng sau khi chuyển giao quyền lực, chính phủ Suharto năm 1966 thông báo Indonesia không muốn rút khỏi nữa. ILO cho rằng tư cách thành viên của Indonesia không hề bị gián đoạn. |

## Quốc gia bị xóa tư cách thành viên

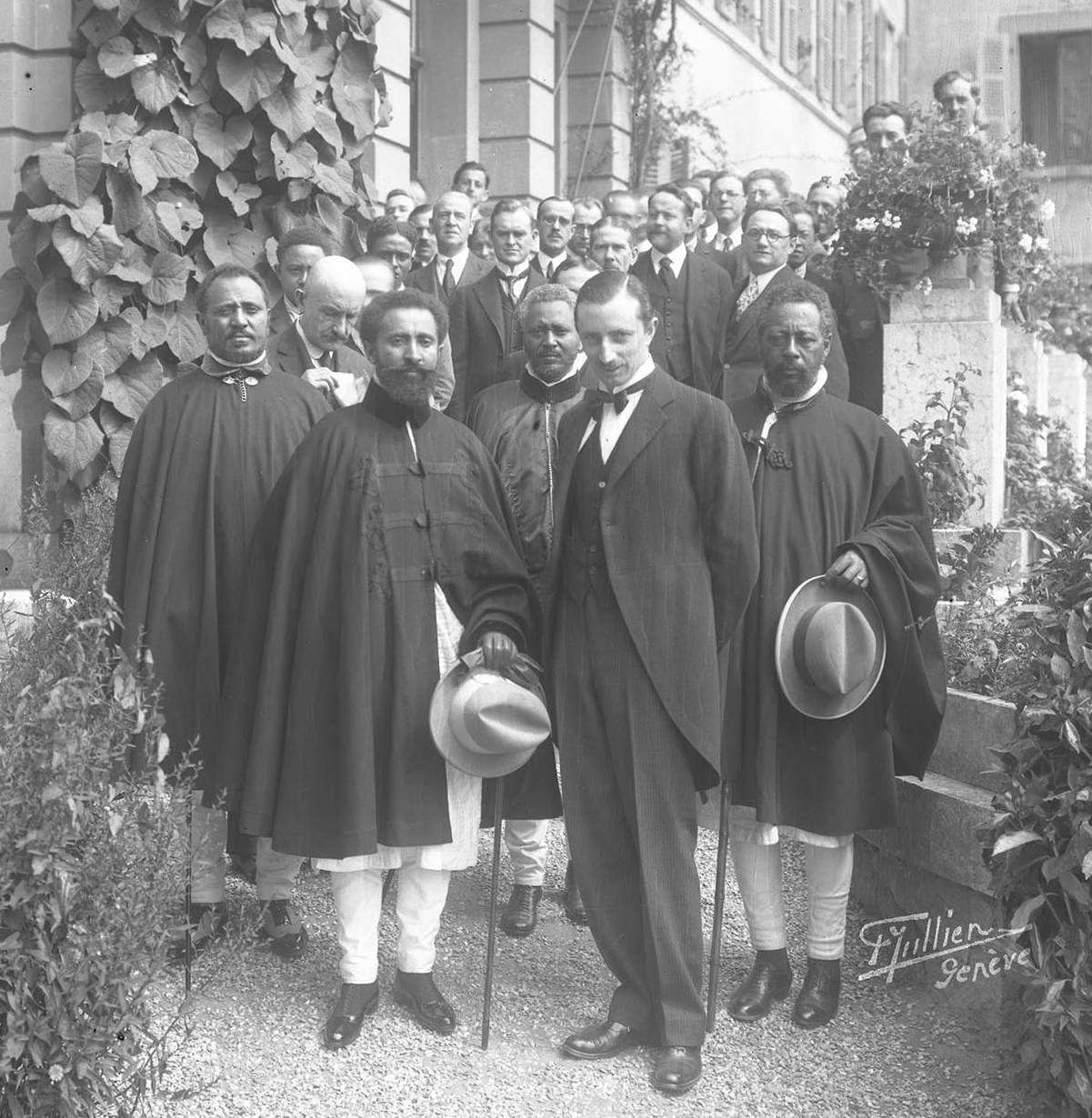
Hoàng đế Ethiopia Haile Selassie tới thăm ILO tháng 8 năm 1924

Liên quan đến trường hợp bị thôn tính (tiếng Anh: annexation), 5 quốc gia bị xóa tư cách thành viên ILO; tất cả sau đó đều được tái gia nhập.
| Quốc kỳ  | Quốc gia | Ngày xóa            | Ngày tái gia nhập   | Thông tin |
| -------- | -------- | ------------------- | ------------------- | --- |
|          | Áo       | 13 tháng 3 năm 1938 | 24 tháng 6 năm 1947 | Sau sự kiện Anschluss ngày 13 tháng 3 năm 1938, Áo bị xóa tư cách thành viên ILO. Tháng 7 năm 1947, Hội nghị Lao động Quốc tế xác nhận Áo tái gia nhập ILO. |
| Ethiopia | Ethiopia | 1939                | 1943                | Sau khi bị Ý thôn tính, Ethopia cũng bị xóa khỏi danh sách thành viên ILO từ năm 1939 tới 1942, Song quốc gia này vẫn được coi là có tư cách thành viên từ lần đầu gia nhập ngày 28 tháng 9 năm 1923. |
| Estonia  | Estonia  | 1946                | 13 tháng 1 năm 1992 | Tháng 8 năm 1940, sau khi các nước Baltic bị chiếm đóng và sáp nhập thành các nước cộng hòa thuộc Liên Xô. Sự kiện này chấm dứt tư cách thành viên các nước Baltic, ILO coi việc chấm dứt này là "dứt khoát" vào năm 1946. Sau khi các nước Baltic phía bắc tuyên bố độc lập vào mùa xuân 1990, ILO cho rằng cần phải có quy trình gia nhập, cho dù nên hiểu là tái gia nhập. |
| Latvia   | Latvia   | 1946                | 3 tháng 12 năm 1991 | Tháng 8 năm 1940, sau khi các nước Baltic bị chiếm đóng và sáp nhập thành các nước cộng hòa thuộc Liên Xô. Sự kiện này chấm dứt tư cách thành viên các nước Baltic, ILO coi việc chấm dứt này là "dứt khoát" vào năm 1946. Sau khi các nước Baltic phía bắc tuyên bố độc lập vào mùa xuân 1990, ILO cho rằng cần phải có quy trình gia nhập, cho dù nên hiểu là tái gia nhập. |
| Litva    | Litva    | 1946                | 4 tháng 10 năm 1991 | Tháng 8 năm 1940, sau khi các nước Baltic bị chiếm đóng và sáp nhập thành các nước cộng hòa thuộc Liên Xô. Sự kiện này chấm dứt tư cách thành viên các nước Baltic, ILO coi việc chấm dứt này là "dứt khoát" vào năm 1946. Sau khi các nước Baltic phía bắc tuyên bố độc lập vào mùa xuân 1990, ILO cho rằng cần phải có quy trình gia nhập, cho dù nên hiểu là tái gia nhập. |

## Cựu quốc gia thành viên không có chủ quyền

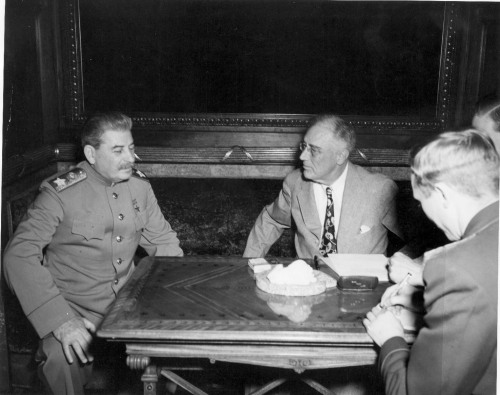
Iosif Stalin (trái) và Franklin D. Roosevelt (phải), Yalta tháng 2 năm 1945

Hiến chương ILO quy định khả năng gia nhập là thành viên Liên Hợp Quốc (nguyên khởi là thành viên Hội Quốc Liên) hoặc thông qua bỏ phiếu. Trong lịch sử tồn tại trường hợp Thành phố tự do Danzig nằm dưới sự bảo trợ của Hội Quốc Liên nhưng do Ba Lan kiểm soát đối ngoại. Ngày 26 tháng 8 năm 1930, Tòa án Công lý Quốc tế ra phán quyết Danzig không được tham gia ILO. Ngược lại với phán quyết này, 3 quốc gia vẫn được công nhận là thành viên trước khi có chủ quyền.
| Cờ            | Quốc gia                                      | Giai đoạn không có chủ quyền               | Thông tin |
| ------------- | --------------------------------------------- | ------------------------------------------ | --- |
|               | Cộng hòa Xã hội chủ nghĩa Xô viết Byelorussia | 28 tháng 4 năm 1954 – 25 tháng 12 năm 1991 | Tại Hội nghị Yalta tháng 2 năm 1945, Chủ tịch Hội đồng Bộ trưởng Liên Xô Iosif Stalin và Tổng thống Hoa Kỳ Franklin D. Roosevelt nhất trí Hoa Kỳ và Liên Xô, mỗi nước sẽ có thêm hai ghế trong tổ chức Liên Hợp Quốc sắp thành lập. Liên Xô đề cử Belarus Xô Viết và Ukraina Xô Viết vào Liên Hợp Quốc, giúp cho hai nước không có chủ quyền này giành được tư cách thành viên ILO. Hoa Kỳ không bao giờ dùng đến ghế thêm này tại Liên Hợp Quốc. Khi Liên Xô tan rã, Belarus và Ukraina là các quốc gia kế tục tư cách thành viên ILO. |
|               | Cộng hòa Xã hội chủ nghĩa Xô viết Ukraina     | 12 tháng 5 năm 1954 – 25 tháng 12 năm 1991 | Tại Hội nghị Yalta tháng 2 năm 1945, Chủ tịch Hội đồng Bộ trưởng Liên Xô Iosif Stalin và Tổng thống Hoa Kỳ Franklin D. Roosevelt nhất trí Hoa Kỳ và Liên Xô, mỗi nước sẽ có thêm hai ghế trong tổ chức Liên Hợp Quốc sắp thành lập. Liên Xô đề cử Belarus Xô Viết và Ukraina Xô Viết vào Liên Hợp Quốc, giúp cho hai nước không có chủ quyền này giành được tư cách thành viên ILO. Hoa Kỳ không bao giờ dùng đến ghế thêm này tại Liên Hợp Quốc. Khi Liên Xô tan rã, Belarus và Ukraina là các quốc gia kế tục tư cách thành viên ILO. |
| Liên Hợp Quốc | Namibia                                       | 3 tháng 10 năm 1978 – 21 tháng 3 năm 1990  | Namibia được gia nhập là thành viên trọn vẹn thứ 136 năm 1978 theo đề nghị của Hội đồng Liên Hợp Quốc bất chấp khi ấy vẫn chưa phải là quốc gia độc lập. |

## Cựu thành viên

Tem bưu chính Đông Đức phát hành kỷ niệm 50 năm ngày thành lập ILO

Dấu "+" và nền xanh biểu thị thành viên sáng lập ILO.
| Quốc kỳ                                    | Quốc gia                        | Ngày gia nhập       | Ngày kết thúc        | Thông tin |
| ------------------------------------------ | ------------------------------- | ------------------- | -------------------- | --- |
| Cộng hòa Dân chủ Đức                       | Cộng hòa Dân chủ Đức            | 1 tháng 1 năm 1974  | 3 tháng 10 năm 1990  | Sau khi nước Đức thống nhất, Đông Đức không còn là thành viên nữa. |
| Liên Xô                                    | Liên Xô                         | 18 tháng 9 năm 1934 | tháng 2 năm 1940     | Sau khi Liên Xô giải thể, tư cách thành viên được chuyển qua quốc gia kế tục là Liên bang Nga.                                                                                      |
| Liên Xô                                    | Liên Xô                         | 26 tháng 4 năm 1954 | 25 tháng 12 năm 1991 | Sau khi Liên Xô giải thể, tư cách thành viên được chuyển qua quốc gia kế tục là Liên bang Nga.                                                                                      |
| Cộng hòa Liên bang Xã hội chủ nghĩa Nam Tư | Nam Tư +                        | 28 tháng 6 năm 1919 | 27 tháng 4 năm 1992  | Tham gia khi là Nhà nước Slovene, Croat và Serb. Sau khi tan rã, Nam Tư không còn là thành viên nữa.                                                                                |
| Tiệp Khắc                                  | Tiệp Khắc +                     | 28 tháng 6 năm 1919 | 31 tháng 12 năm 1992 | Sau khi chia cắt, Tiệp Khắc không còn là thành viên nữa. Cả Cộng hòa Séc lẫn Slovakia đều không được coi là quốc gia kế tục tư cách thành viên mà phải gia nhập như thành viên mới. |
| Việt Nam Cộng hòa                          | Việt Nam Cộng hòa               | 1950                | tháng 7 năm 1976     | Không còn là thành viên sau khi sáp nhập vào Cộng hòa xã hội chủ nghĩa Việt Nam. |
|                                            | Cộng hòa Dân chủ Nhân dân Yemen | 1969                | 22 tháng 5 năm 1990  | Sau khi thống nhất Yemen, Cộng hòa Dân chủ Nhân dân Yemen không còn là thành viên nữa.                                                                                              |

## Thành viên LHQ không tham gia ILO
| Quốc kỳ              | Quốc gia                             | Thông tin |
| -------------------- | ------------------------------------ | --- |
| Andorra              | Andorra                              | Năm 2002, Ủy ban về Quyền trẻ em đề nghị làm rõ yêu cầu việc Andorra không phải thành viên ILO. Báo cáo của tháng 12 năm 2020 của Nhóm công tác về Cơ chế rà soát định kỳ phổ quát của Hội đồng Nhân quyền Liên Hợp Quốc khuyến nghị Andorra tham gia ILO. Chính phủ đáp lại sẽ xem xét khuyến nghị.                                                     |
| Bhutan               | Bhutan                               | Tháng 8 năm 2020, Bộ trưởng Lao động Ugyen Dorji cho thấy dù đã thảo luận hơn cả thập kỷ, Bhutan vẫn không có kế hoạch gia nhập ILO. |
|                      | Cộng hòa Dân chủ Nhân dân Triều Tiên | Báo cáo tháng 6 năm 2019 của Nhóm công tác về Cơ chế rà soát định kỳ phổ quát của Hội đồng Nhân quyền Liên Hợp Quốc khuyến nghị Bắc Triều Tiên tham gia ILO. Chính phủ đáp lại đã ghi nhận khuyến nghị. |
| Liechtenstein        | Liechtenstein                        | Năm 2018, Liechtenstein cho thấy trong tương lai không có ý định trở thành thành viên ILO, tuyên bố rằng tiêu chuẩn lao động trong nước đã vượt hơn các quy định trong văn kiện ILO. |
| Liên bang Micronesia | Micronesia                           | Báo cáo tháng 3 năm 2021 của Nhóm công tác về Cơ chế rà soát định kỳ phổ quát của Hội đồng Nhân quyền Liên Hợp Quốc khuyến nghị Micronesia tham gia ILO. |
| Monaco               | Monaco                               | Báo cáo tháng 12 năm 2018 của Nhóm công tác về Cơ chế rà soát định kỳ phổ quát của Hội đồng Nhân quyền Liên Hợp Quốc khuyến nghị Micronesia tham gia ILO. Chính phủ tuyên bố rằng vẫn đang thảo luận từ lần đánh giá gần nhất năm 2014 và tiêu chuẩn ILO về quyền công đoàn cũng như chính sách ưu tiên việc làm cho người dân Monaco vẫn được quan tâm. |
| Nauru                | Nauru                                | Năm 2011, chính phủ Nauru thông báo cho Hội đồng Nhân quyền Liên Hợp Quốc rằng không có ý định trở thành thành viên công ước ILO. |

## Quốc gia quan sát viên phi thành viên LHQ và ILO

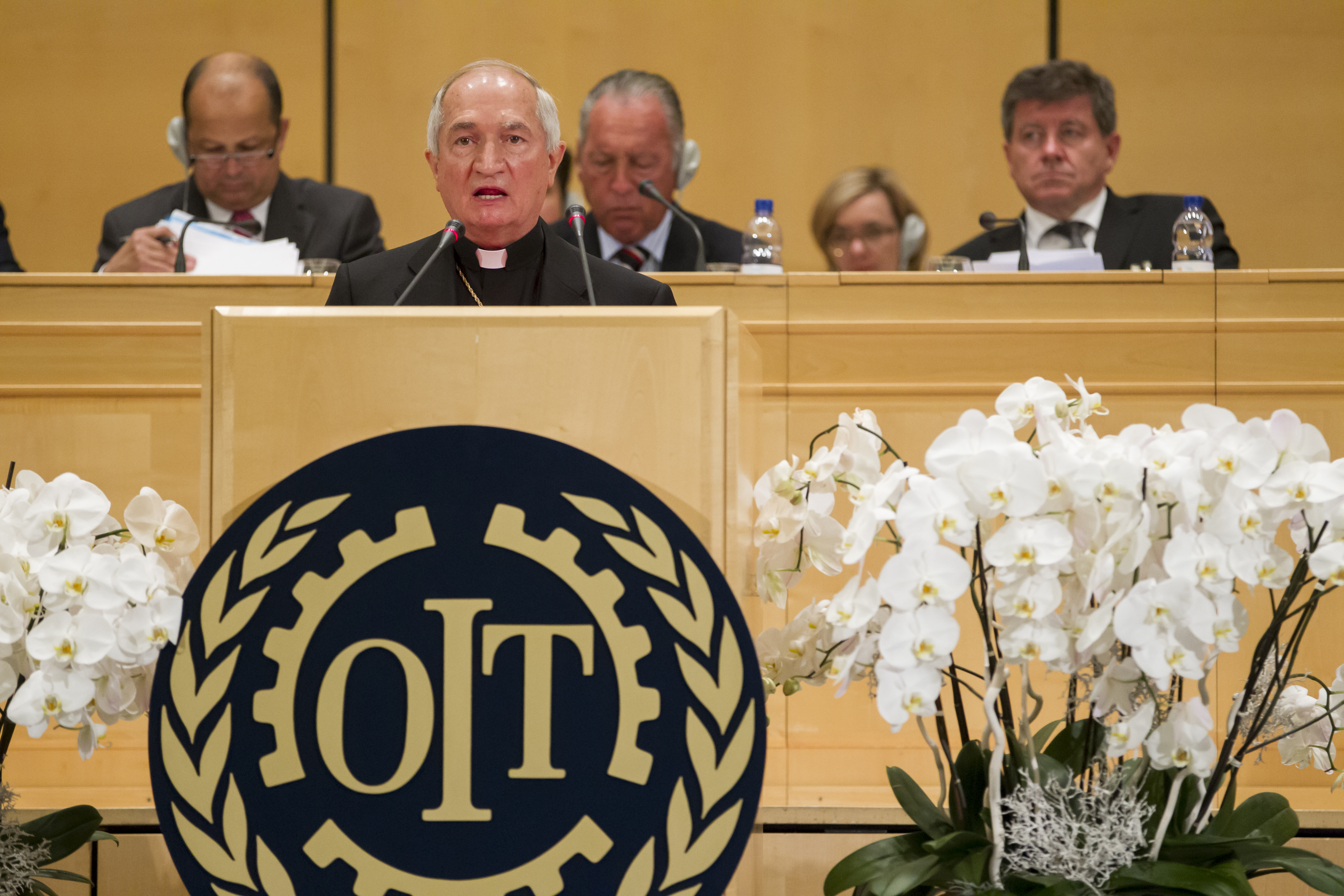
Sứ thần Tòa Thánh Silvano Maria Tomasi phát biểu trước Hội nghị Lao động Quốc tế tháng 6 năm 2014. Tổng Giám đốc ILO Guy Ryder ở bên phải.

| Quốc kỳ            | Quốc gia  | Thông tin |
| ------------------ | --------- | --- |
| Thành Vatican      | Vatican   | Dựa trên thỏa thuận không chính thức đạt được vào năm 1926, Vatican đề cử một cố vấn đặc biệt cho Tổng Giám đốc ILO về các vấn đề xã hội và tôn giáo. |
| Nhà nước Palestine | Palestine | Nghị quyết 67/19 của Đại Hội đồng Liên Hợp Quốc trao cho Nhà nước Palestine tư cách quan sát viên phi thành viên, nghĩa là quyền được tham gia Đại hội đồng và các cơ quan khác của Liên Hợp Quốc. ILO tiến hành chương trình hợp tác kỹ thuật và các sáng kiến khác tại Palestine. |